# Belly
Pour les articles homonymes, voir Belly (homonymie).
Belly est un groupe américain de rock alternatif, originaire de Boston, dans le Massachusetts. Il est formé en 1991 et composé de Tanya Donelly, alors guitariste des Throwing Muses et des Breeders, et de Fred Abong. Basé à Boston dans le Massachusetts, le groupe était constitué de quatre membres, Tanya Donelly au chant, Fred Abong à la basse, Tom Gordman à la guitare et Chris Gordman à la batterie.

## Historique

### Format etStar(1992–1993)
Donelly nomme le groupe Belly alors qu'elle pensait à la phrase « both pretty and ugly » (« Jolie et affreuse à la fois »). Le groupe joue son premier concert le 14 mars 1992 au bar 3's de Newport (Rhode Island). Leur premier EP, Slow Dust (1992), atteint la première place des classements indépendants britanniques. Peu après, leur single Feed the Tree fait le top 40 de l'UK Singles Chart et leur premier album, Star (1993), atteint la deuxième place de l'UK Albums Chart.
Aux États-Unis, l'album est certifié disque d'or par la RIAA, largement grâce au succès de Feed the Tree sur les chaines de radio Modern Rock et sur MTV en 1993. Les deux singles suivants sont publiés, Gepetto et Slow Dog, mais aucun n'atteint le succès initial de Feed the Tree. Belly est nommé pour deux Grammys en 1994 :dans les catégories « meilleur nouveau groupe » et « meilleure musique alternative » pour Star. L'album se vendra à 800 000 copies rien qu'aux États-Unis. Sur plusieurs premières dates de tournée (au début de 1993) à Albany, NY, Leslie Langston (Throwing Muses) prête main-forte à la basse.

### Kinget séparation (1994–1996)
Juste après la sortie de Star, le bassiste Fred Abong part, et est remplacé par Gail Greenwood. Greenwood est à l'origine guitariste d'un groupe de metal local avant de jouer de la basse pour Belly. Plus tard sort leur album King (1995), plus axé rock and roll que son prédécesseur. L'album n'atteint pas le succès escompté mais est accepté par le grand public, et la scène underground. King contient quelques singles joués à la radio. Les clips de Now They'll Sleep et Super Connected sont joués sur MTV US et sur MTV Europe. Belly apparait en couverture du magazine Rolling Stone, édition de juillet. En 1995, Belly joue en soutien à R.E.M.. Hormis R.E.M, le groupe tourne  aux États-Unis avec Catherine Wheel et Jewel. Belly aidera ces derniers à s'exposer au grand public.
En 1996, Donelly se sépare du groupe. Elle explique au magazine Q, :  Après la séparation, Tanya Donelly commence une carrière solo à succès et publie de nombreux albums. Greenwood jouera avec L7 et Benny Sizzler.

### Retour (depuis 2016)
Le 8 février 2016, le groupe met à jour son site web, et annonce des dates de tournée britanniques et américaines,,,. Avant la tournée, le groupe joue à Newport (Rhode Island) les 8 et 9 juillet. Ce sont les premiers concerts du groupe depuis 1995. Belly annonce en juillet 2017 avoir commencé l'enregistrement d'un nouvel album. Celui-ci, appelé Dove, sort en 2018.

## Discographie

### Albums studio
- 1993 : Star
- 1995 : King
- 2018 : Dove

### EP
- 1992 : Slow Dust[3]
- 1992 : Gepetto
- 1993 : Feed The Tree
- 1993 : Moon
- 1995 : Seal My Fate
- 1995 : Now They'll Sleep
- 1995 : Super-Connected
- 1995 : Sun

### Compilation
- 2002 : Sweet Ride: The Best of Belly